# Rapala arima
Rapala arima är en fjärilsart som beskrevs av Hans Fruhstorfer 1912. Rapala arima ingår i släktet Rapala och familjen juvelvingar. Inga underarter finns listade.